# Дворец Культуры им.Горького (г. Стаханов)
Дворец Культуры им.Горького (г.Стаханов) — первый и единственный дворец культуры в г. Стаханове, построенный в 1937-1948 годах московским архитектором К. А. Толь в стиле конструктивизма.
Расположен в г. Стаханове по ул.Кирова 30.

## История
Дворец культуры имени Горького города Стаханова является уникальным памятником архитектуры на постсоветском пространстве.
История создания дворца связана со строительством самолёта АНТ-20 «Максим Горький» . В 1934 году в СССР был построен восьмимоторный самолет АНТ-20 «Максим Горький», который на тот момент был самым большим самолётом в мире. Однако, в 1935 году в результате авиакатастрофы самолёт разбился, в связи с чем кадиевчане обратились к правительству с просьбой об увековечивании памяти этого лайнера. Просьба заключалась в том, чтобы в городе построить Дворец культуры, который бы стал памятником самолету. В том же 1935 году было начато индивидуальное проектирование Дворца культуры.  Отсюда и форма здания местного ДК, и присвоенное ему имя.

Проект дворца культуры разработал московский архитектор К.А. Толь, специально для этой цели вызванный из Москвы.

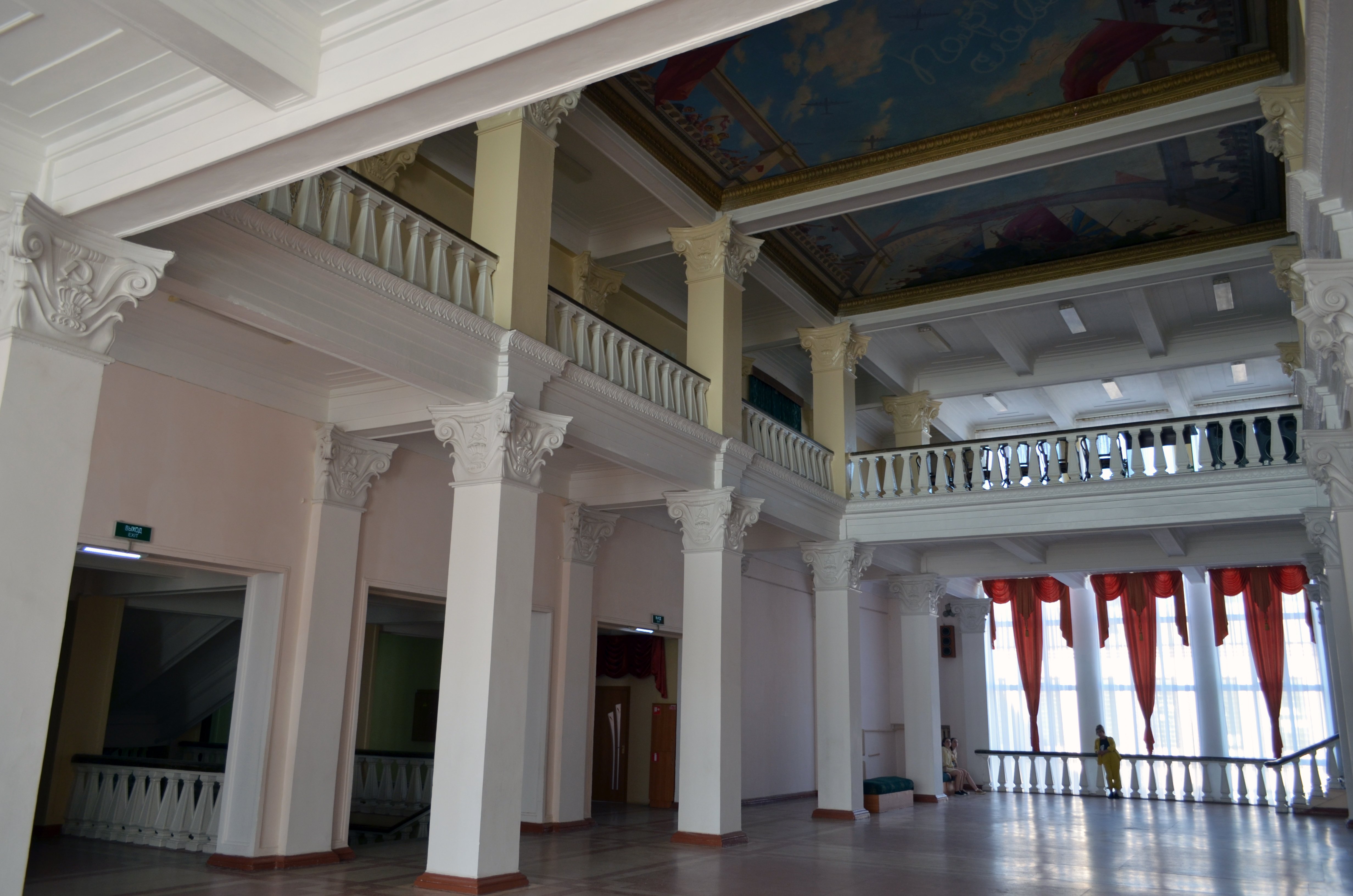
Фойе в ДК им.Горького

В 1937 году, в самом центре г. Стаханова, началось строительство, которое было прервано лишь в 1941 году из-за начала Великой Отечественной войны.
К 1941 году были завершены внешние работы, здание дворца приобрело свой вид, оставалось строительство сцены, полов и зрительного зала. Однако строительство возобновилось лишь осенью 1947 года, которое продолжалось до следующей осени 1948 года.
28 ноября 1948 года во Дворце культуры им. Горького состоялось торжественное заседание, посвященное его открытию. С того момента дворец культуры стал центром притяжения для горожан. 

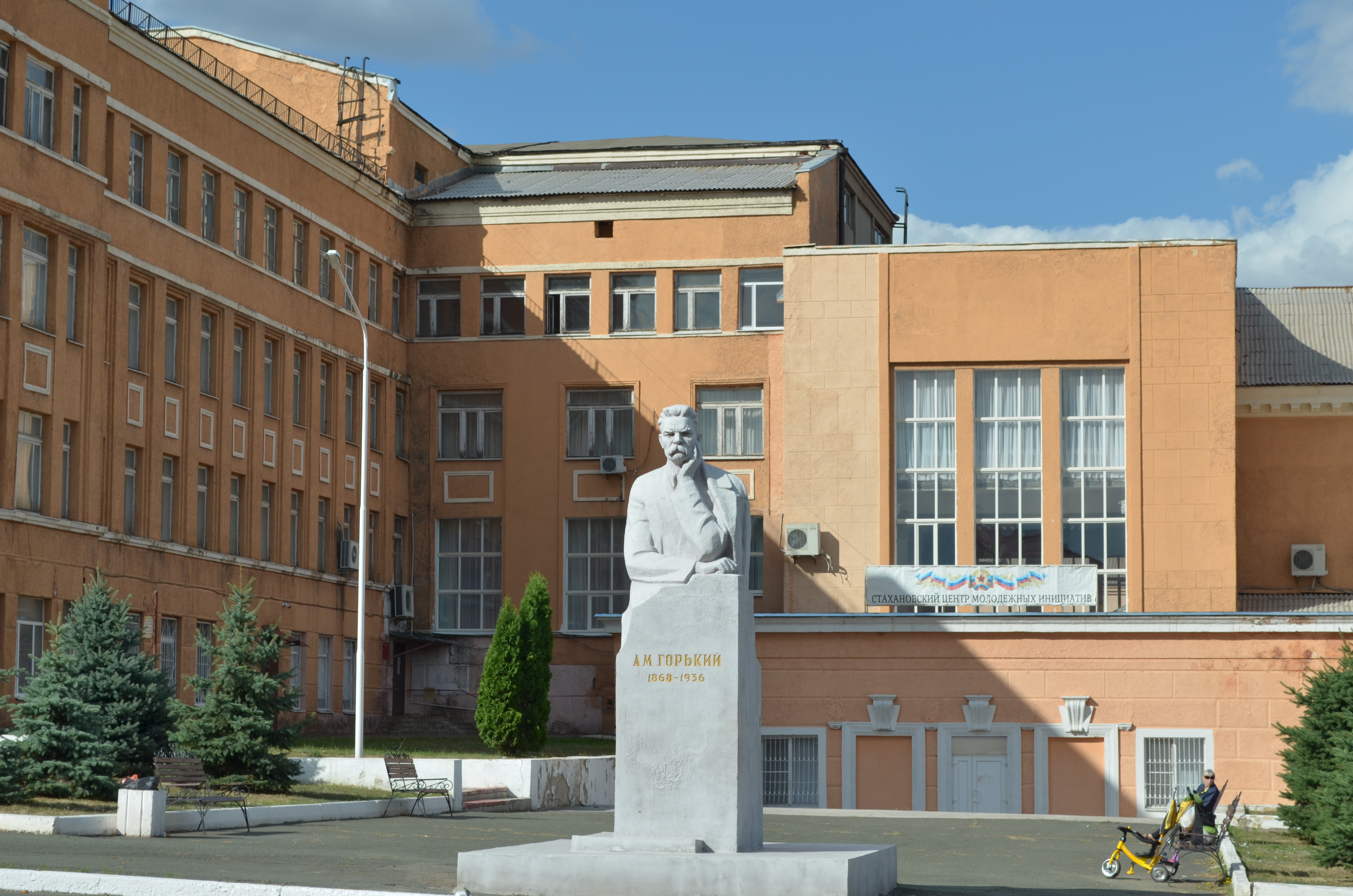
Вид на памятник Максиму Горькому при ДК

В 1983 году Дворец культуры им. Горького был взят под охрану государства как памятник архитектуры (решение облисполкома № 264 от 9 июня 1983 г.)
Во Дворце сохранились живопись, скульптуры, лепнина в стиле соцреализма, создавая единый художественный ансамбль. Барельефы различных людей украшают стены большого концертного зала.

## Современность
На момент 2020 года, Дворец Культуры им.Горького продолжает свою работу. ДК им.Горького является центром культуры, творчества и искусства для г. Стаханова и близлежащих городов. 
В 2010 году ДК им. Горького, по случаю 75-ти летия Стахановского движения, посетил экс-президент Украины Виктор Янукович.
Сейчас на базе ДК. им Горького действует 30 клубных формирований и 14 коллективов.
Ночью 19 сентября 2022 года, в результате обстрела была разрушена пристройка со спортивным залом при ДК, и началось возгорание левого крыла. По состоянию на утро 19 сентября, пожар был ликвидирован. По предварительным данным, большой зал и центральная часть, где находятся все архитектурные ценности дворца, не пострадали.  

## Галерея

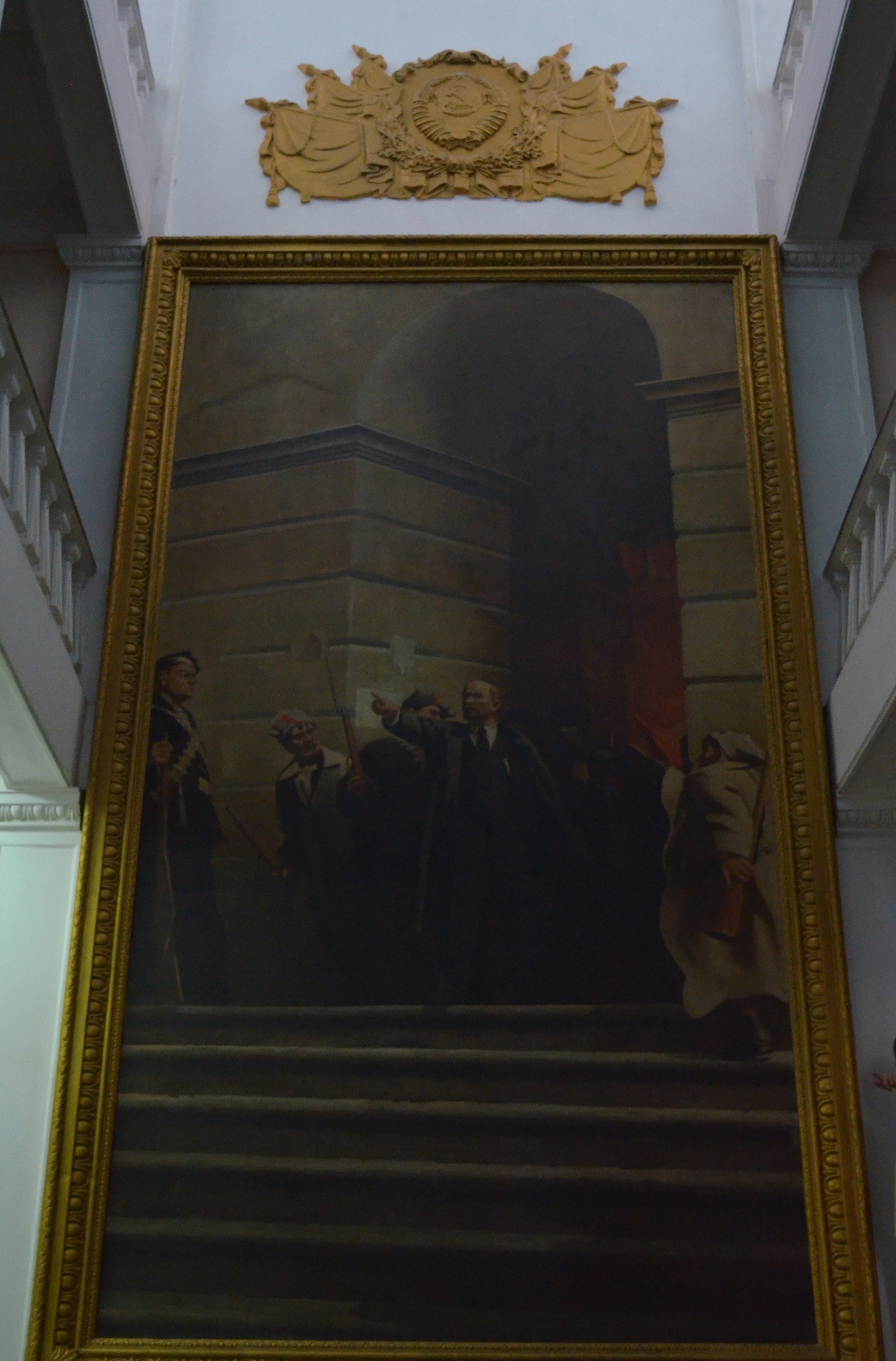
Картина с Лениным
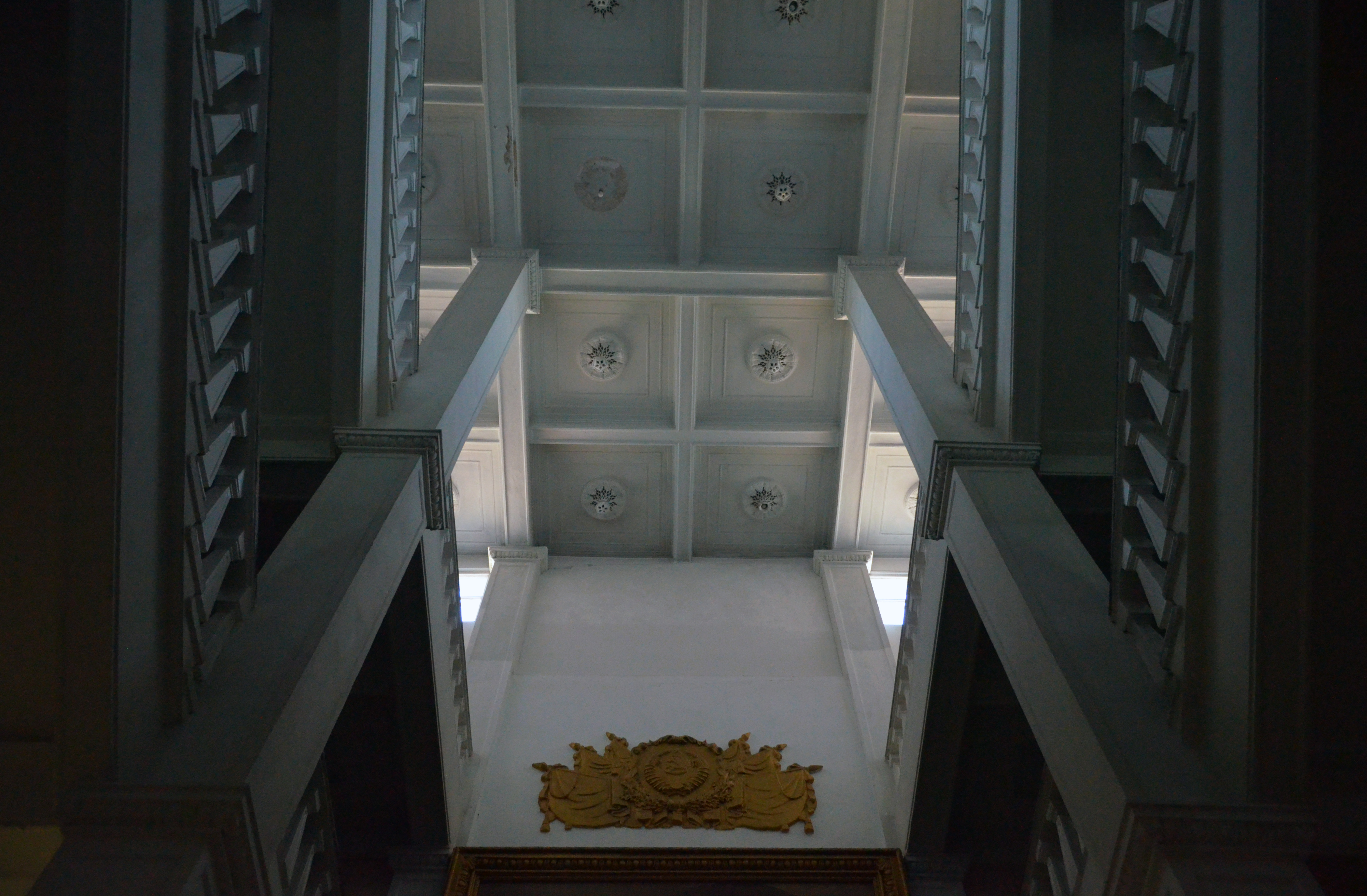
Парадная лестница
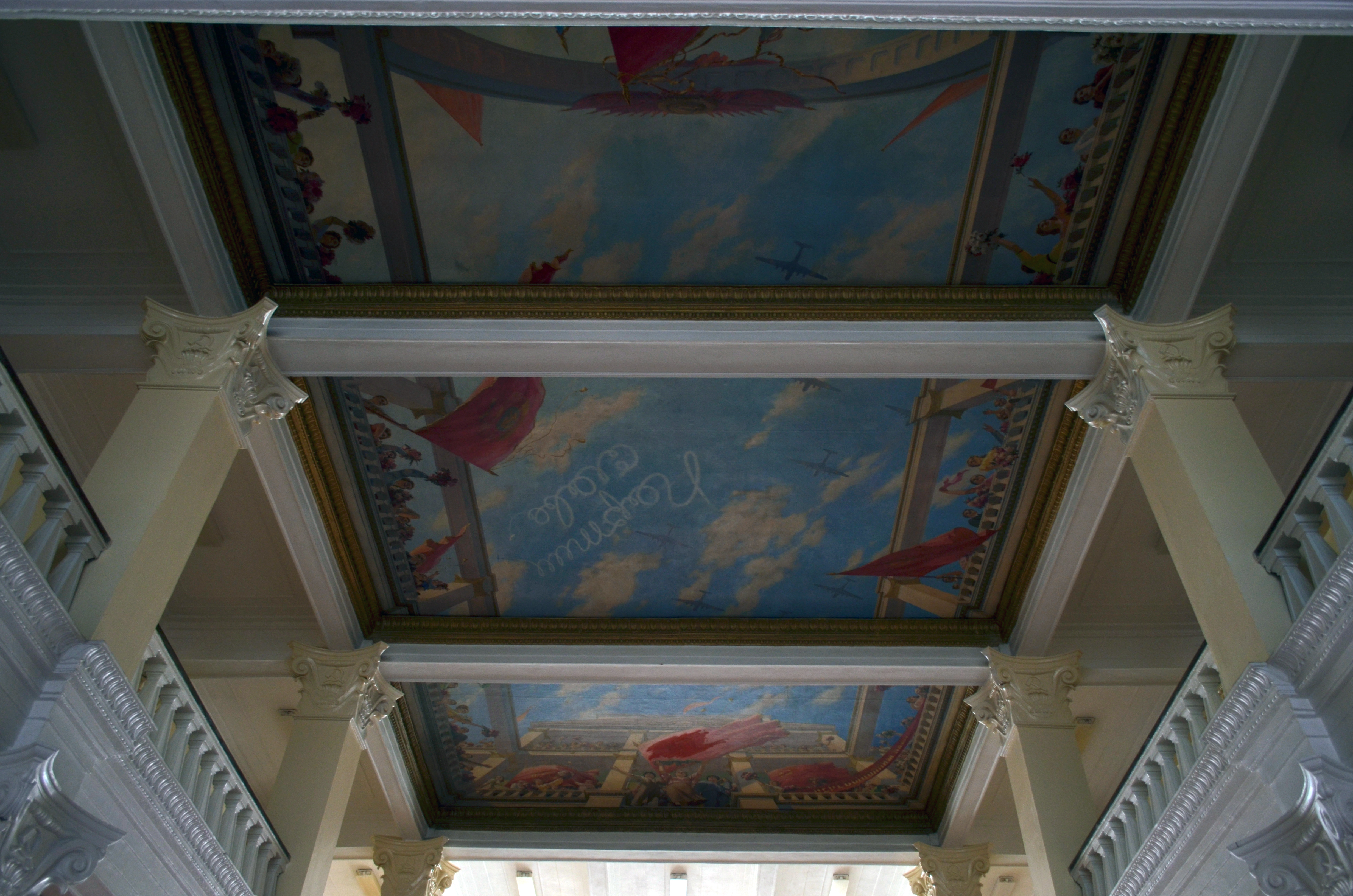
Плафон на потолке
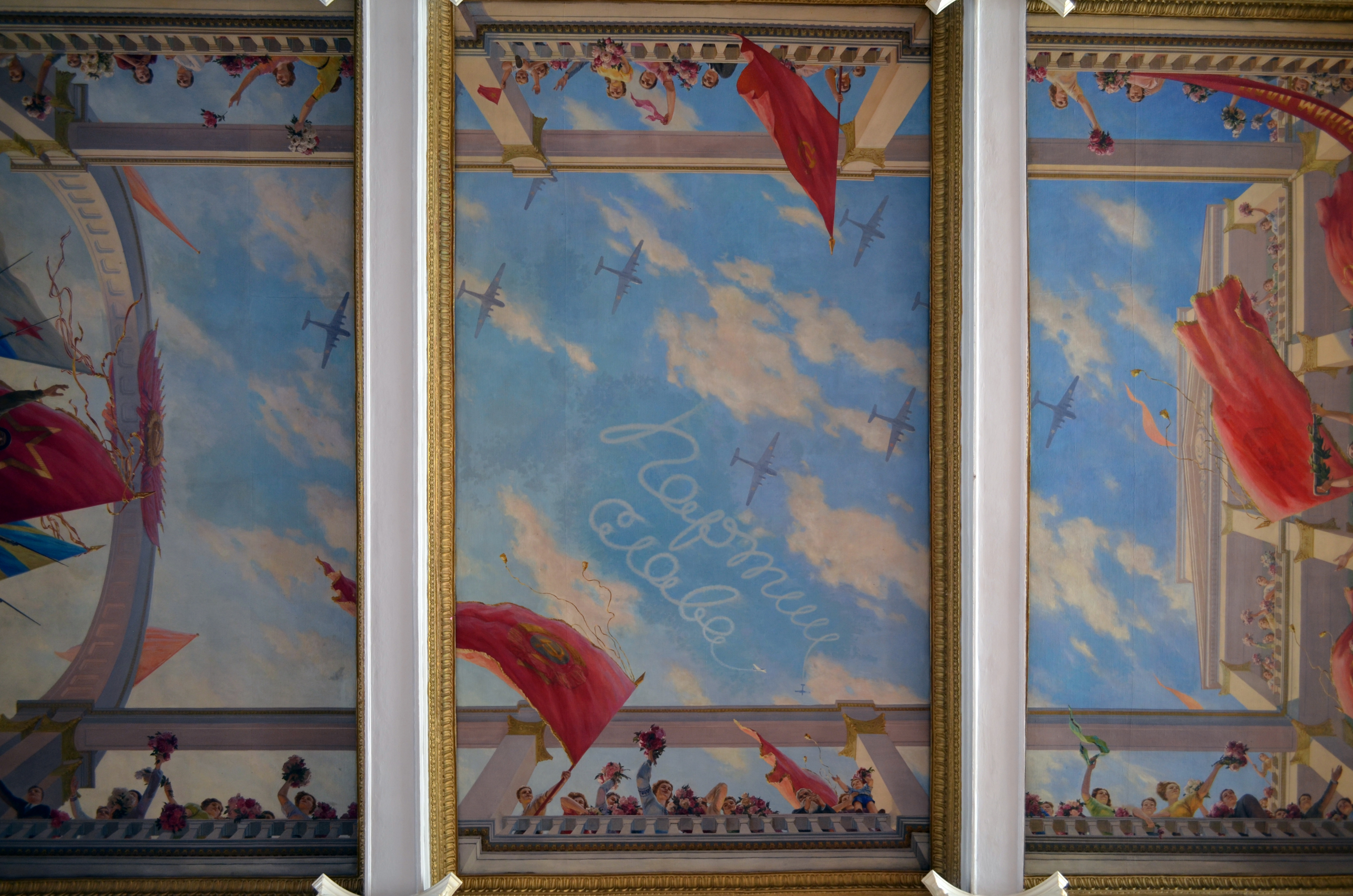
Плафон
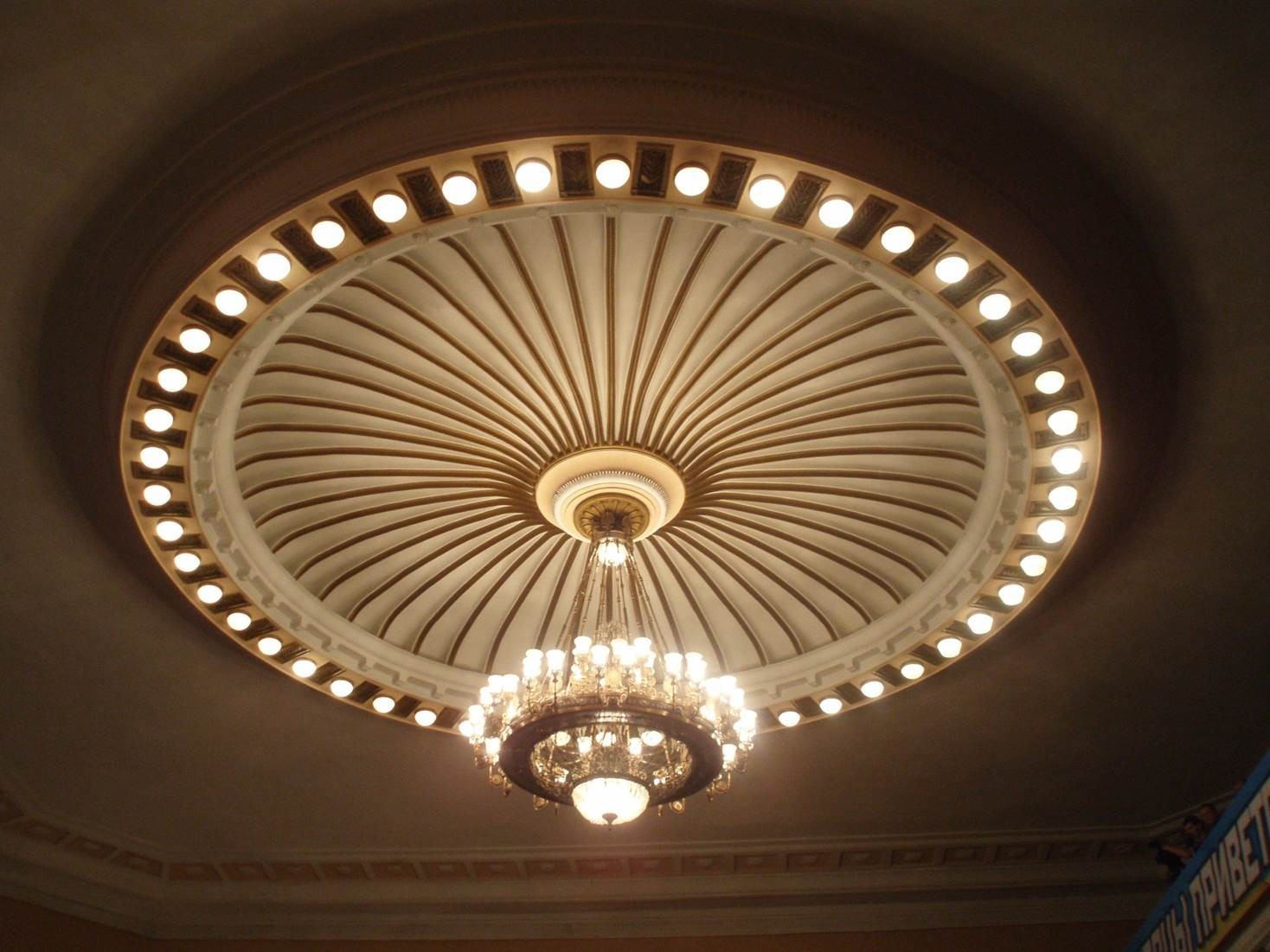
Люстра в главном зале
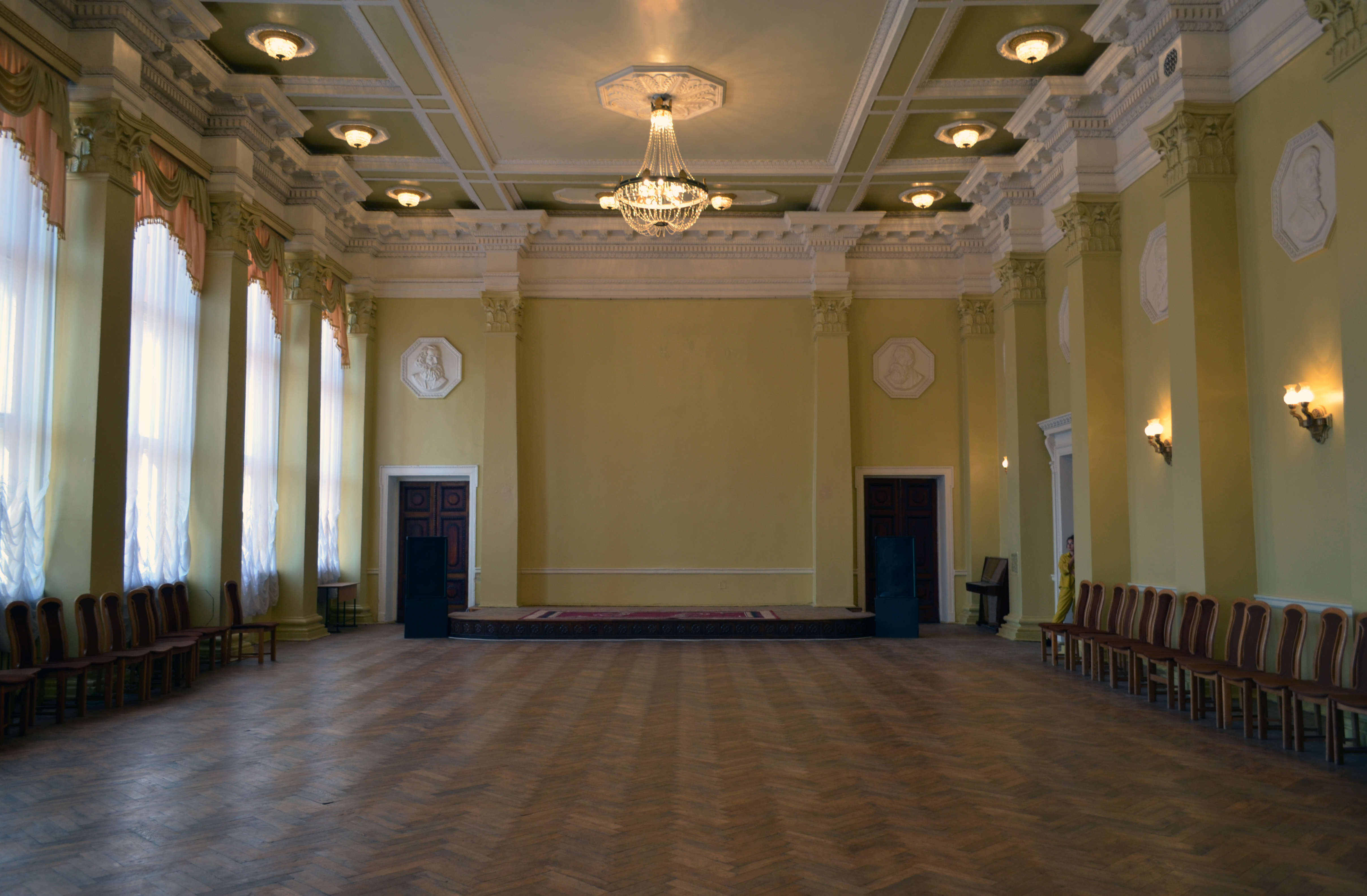
Малый зал